# FFG presents おしえて!みっちゃん
FFG presents おしえて!みっちゃんは、ふくおかフィナンシャルグループ（FFG）提供の金融リテラシー向上を目的とした日本のラジオ番組である。2024年1月2日よりLOVE FMで放送されている。

## 概要
本番組は、リスナーにお金に関する基礎知識を楽しく学んでもらうことを目的とし、みっちゃんとDJの佐藤ともやすがナビゲートする30分番組である。
番組開始以来、特に若年層を中心に金融知識を身につける機会として注目されている。SNSでは「分かりやすい」「お金のことが学べる」といった感想が寄せられている。

## 放送時間
- 毎週火曜日 20:30 - 21:00（LOVE FM）

## 出演者
- みっちゃん
- 佐藤ともやす（ラジオDJ）